# Fernando Gago
Fernando Rubén Gago (n. 10 aprilie 1986, Ciudadela⁠(d), Buenos Aires, Argentina) este un fotbalist argentinian retras din activitate, care a jucat pe post de mijlocaș defensiv la echipe ca Boca Juniors, Real Madrid și Vélez Sársfield. Pe plan internațional, are prezențe la națională pentru Argentina U20⁠(d), Argentina U23⁠(d), Argentina și Argentina U17⁠(d). După încheierea carierei, a devenit antrenor, și antrenează în prezent pe Club Atlético Boca Juniors.